# Кабардино-черкесский язык

Абхазо-адыгские языки
Кабардино-черкеский (КБР, КЧР) и адыгейский язык (Адыгея, Краснодарский край)

Кабарди́но-черке́сский или восто́чно-ады́гский язы́к (самоназвание адыгэбзэ /ˈaːdəɣa(ː)bza/) — язык кабардинцев и черкесов, один из государственных языков Кабардино-Балкарской и Карачаево-Черкесской республик.
Некоторые лингвисты склонны считать кабардино-черкесский и адыгейский языки диалектами общего адыгского языка. Сами адыгейцы, кабардинцы и черкесы называют свой язык адыгэбзэ, что означает «адыгский язык». Несмотря на существование общего названия, в русском языке бытуют также раздельные названия — адыгейский язык, кабардинский язык и черкесский язык.
Письменность до 1924 года была на основе арабского алфавита и кириллицы, в 1924—1936 годах — на основе латиницы, с 1936 года — вновь на основе кириллицы.

## Генеалогическая и ареальная информация
Кабардино-черкесский язык вместе с адыгейским, убыхским, абхазским и абазинским относится к абхазо-адыгской семье языков (северо-западно-кавказские языки).
Ныне язык в основном распространён в России и на Ближнем Востоке: в России язык распространён в Кабардино-Балкарии, Карачаево-Черкесии, Адыгее, Краснодарском крае, Ставропольском крае и Моздокском районе Северной Осетии.
За рубежом кабардино-черкесский язык широко представлен в странах Ближнего Востока. В частности в таких странах как Турция, Иордания, Сирия, Саудовская Аравия, а также в Германии и США.

## Социолингвистическая информация
В России по данным переписи 2010 года, около 516 000 человек владеют кабардино-черкесским как родным языком. Из них, по результатам переписи, примерно 460 000 владеют также русским.
Всего по миру насчитывается 1 628 500 человек, владеющих кабардинским языком, из которых 36 700 монолингвальны.
В 1995 году был принят в качестве государственного в Кабардино-Балкарской республике (наряду с балкарским и русским), в 1996 году — в качестве государственного в Карачаево-Черкесии.

## Диалекты
Выделяют несколько говоров кабардино-черкесского языка: баксанский, бесленеевский, хабезский, кубанский.
- Баксанский говор распространен в Большой и Малой Кабарде и у моздокских кабардинцев.
- Хабезский говор распространен среди черкесов Карачаево-Черкесии.
- Кубанский говор распространен в кабардинских селениях республики Адыгея (Ходзь, Блечепсин, Кошехабль).
- Бесленеевский диалект занимает промежуточное положение между кабардино-черкесским и адыгейским языками, и иногда считается также диалектом адыгейского языка. Распространён главным образом в аулах Бесленей и Вако-Жиле в Карачаево-Черкесии и в Успенском районе Краснодарского края.

## Письменность
До начала XIX века было несколько попыток создания письменности на кабардинском языке на основе арабского письма.
В 1829 году преподавателем Петербургского университета Иваном Грацилевским был создан кабардинский алфавит на кириллической графической основе. Первый кабардинский просветитель Шора Ногмов в 1832—1835 годах составил кабардинскую азбуку сначала на кириллической графической основе, а затем на арабской. Впоследствии, в течение XIX века, кабардинская письменность на основе арабского письма была несколько раз изменена.
Таким образом, кабардинская письменность до 1924 года была и на основе арабского алфавита и на основе кириллицы, в 1924—1936 годах письменность была подстроена под латиницу. В 1936 году, первым среди национальных языков Советского Союза, кабардино-черкесская письменность была переведена с латыни на кириллическую основу

### Алфавит
Кабардино-черкесская письменность базируется на кириллице и имеет следующий вид:
| А а   | Э э     | Б б   | В в     | Г г     | Гу гу     | Гъ гъ | Гъу гъу | Д д   | Дж дж |
| Дз дз | Е е     | Ё ё   | Ж ж     | Жь жь   | З з       | И и   | Й й     | К к   | Ку ку |
| КӀ кӀ | Кӏу кӀу | Къ къ | Къу къу | Кхъ кхъ | Кхъу кхъу | Л л   | Лъ лъ   | ЛӀ лӀ | М м   |
| Н н   | О о     | П п   | ПӀ пӀ   | Р р     | С с       | Т т   | ТӀ тӀ   | У у   | Ф ф   |
| ФӀ фӀ | Х х     | Ху ху | Хь хь   | Хъ хъ   | Хъу хъу   | Ц ц   | ЦӀ цӀ   | Ч ч   | Ш ш   |
| Щ щ   | ЩӀ щӀ   | Ы ы   | ъ       | ь       | Ю ю       | Я я   | Ӏ       | Ӏу    |       |

## Лингвистические черты

### Фонетика и фонология

#### Согласные
В кабардино-черкесском языке 48 согласных фонем.
|               |               | Лабиал. | Альвеол. | Альвеол. | Постальвеол. | Палатал. | Велярные | Велярные | Велярные | Увулярные | Увулярные | Фариангал. | Глоттал. | Глоттал. |
| Централ.      | Латерал.      | Лабиал. | Обыч.    | Лабиал.  | Постальвеол. | Палатал. | Палатал. | Обыч.    | Лабиал.  | Обыч.     | Лабиал.   | Фариангал. |          |          |
| ------------- | ------------- | ------- | -------- | -------- | ------------ | -------- | -------- | -------- | -------- | --------- | --------- | ---------- | -------- | -------- |
| Носовые       | Носовые       | m       | n        |          |              |          |          |          |          |           |           |            |          |          |
| Взрывные      | Звон.         | b       | d        |          |              |          |          | gʷ       | gʲ       |           |           |            |          |          |
| Взрывные      | Глух.         | p       | t        |          |              |          |          | kʷ       | kʲ       | q         | qʷ        |            | ʔ        | ʔʷ       |
| Взрывные      | Абр.          | p’      | t’       |          |              |          |          | kʷ’      | kʲ’      | q’        | qʷ’       |            |          |          |
| Аффрикаты     | Звон.         |         | d͡z       |          |              |          |          |          |          |           |           |            |          |          |
| Аффрикаты     | Глух.         |         | t͡s       |          |              |          |          |          |          |           |           |            |          |          |
| Аффрикаты     | Абр.          |         | t͡sʼ      |          |              |          |          |          |          |           |           |            |          |          |
| Фрикативные   | Звон.         | v       | z        | ɮ        | ʒ            | ʑ        |          |          |          | ʁ         | ʁʷ        | ʕ          |          |          |
| Фрикативные   | Глух.         | f       | s        | ɬ        | ʃ            | ɕ        | x        | xʷ       |          | χ         | χʷ        | ħ          |          |          |
| Фрикативные   | Абр.          | f’      |          | ɬ’       |              | ɕ’       |          |          |          |           |           |            |          |          |
| Аппроксиманты | Аппроксиманты |         |          | l        |              | j        |          | w        |          |           |           |            |          |          |
| Дрожащие      | Дрожащие      |         | r        |          |              |          |          |          |          |           |           |            |          |          |

#### Гласные
В кабардино-черкесском языке всего две гласных фонемы: /ə/ и /a/. В зависимости от фонетического окружения и позиции относительно ударения они могут принимать разные значения.
Таким образом, гласных звуков 7.
Современная система гласных в кабардино-черкесском языке различает краткие и долгие гласные звуки.
Имеется два кратких гласных — /ə/ и /a/. Остальные являются долгими.

|                | Передний ряд | Средний ряд | Задний ряд |
| -------------- | ------------ | ----------- | ---------- |
| Верхний подъём | /ɪ/          |             | /u/        |
| Средний подъём | /e/          | /ə/         | /o/        |
| Нижний подъём  |              | /a/         | /ɑ/        |

#### Ударение
Ударение может быть сильным и слабым. Сильное ударение влияет на количественную характеристику гласных, а слабое не влияет.
Ударение в словах фиксированное (сильное) и обычно падает на предпоследний слог, если слова оканчиваются на гласный: ха́дэ — ‘огород’, фа́дэ — ‘напиток (алкогольный)’.
В словах типа закрытого слога ударение (сильное) падает на последний слог: бэра́к — ‘знамя’, къу(ы)ра́гъ — ‘шест’. Если односложное слово выступает с каким-нибудь аффиксом, тогда оно произносится с сильным ударением на аффиксе: со́-кӏуэ — ‘иду’, гъа́-плъэ — ‘заставь его посмотреть’.
На открытый слог сильное ударение падает в причастной форме: лажьа́ — ‘работавший’, бана́ — ‘боровшийся’.
Слабое ударение встречается в тех же позициях, что и сильное: джы́дэ — ‘топор’, хьэ́сэ — ‘грядка’.
Слабое ударение на конечном открытом слоге в двухсложных и сложных словах встречается в малкинском и терских говорах: малк. Шыкуэ́ — ‘Шуков’ (фамилии), терск. щэкы́ — ‘весы’, джэдыкӏэ́ — ‘яйцо’.
В некоторых трёхсложных и многосложных словах, представляющих собой сочетание корня слова и словообразующих аффиксов, кроме главного ударения, которое является сильным, возникает дополнительное, более слабое ударение: къо́дза́къэ — ‘тебя кусает’, до́гъаба́нэ — ‘мы заставляем лаять’.

### Морфология

#### Существительные
Существительные в кабардино-черкесском языке обладают следующими грамматическими категориями: род, падеж, число, определённость/неопределённость.

##### Род
В кабардино-черкесском языке нет грамматического рода, но иногда можно сделать разграничения в соответствии с половой принадлежностью объектов.

цӏыхухъу
[cˈəx̂ʷ-ə-x̌ʷ]
человек-E-MASC
'мужчина'
(E-epenthetic morpheme)

цӏыхубз
[cˈəx̂ʷ-ə-bz]
человек-E-FEM
'женщина'
(E-epenthetic morpheme)

шыхъу
šə-x̌ʷ
лошадь-MASC
'конь'

шыбз
šə-bz
лошадь-FEM

‘лошадь’

##### Число
В кабардино-черкесском языке выделяют два значения категории числа — единственное и множественное. Единственное — немаркированное, множественное — маркированное.

| Единственное              | Множественное                            |
| ------------------------- | ---------------------------------------- |
| фыз [fəz] женщина-SG-∅ABS | фызхэр [fəz-ha-r] женщина-PL-ABS женщины |
| унэ [wəna] дом-SG-∅ABS    | унэхэр [wəna-ha-r] дом-PL-ABS дома       |

#### Падеж
В кабардино-черкесском языке 4 падежа: именительный (Absolutive), эргативный (Ergative), послеложный (Instrumental), обстоятельственный (Predicative).
|       | Единственное число                                                         | Множественное число                                                        |
| ----- | -------------------------------------------------------------------------- | -------------------------------------------------------------------------- |
| Им.   | унэр /wəna-r/                                                              | унэхэр /wəna-ha-r/                                                         |
| Эрг.  | унэм /wəna-m/                                                              | унэхэм /wəna-ha-m/                                                         |
| Посл. | унэкӏэ /wəna-k'ʲa /(для неопр.) унэмкӏэ /wəna-m-k'ʲa /(для опр.)           | унэхэкӏэ /wəna-ha-k'ʲa /(для неопр.) унэхэмкӏэ /wəna-ha-m-k'ʲa /(для опр.) |
| Обст. | унэу /wəna -w/(для неопределенных) унэрауэ /wəna -r-awə/(для определённых) | унэхэу /wəna -ha-w /(и для определённых, и для неопределенных)             |

##### Категория детерминации (определённости/неопределенности)
Определёнными считаются такие имена существительные, которые называют конкретные предметы, известные говорящему. Морфологическим показателем определённых имён существительных являются аффиксы -р и -м.
- Унэ-р слъэгъуащ — Я видел тот, известный, дом (то есть дом известный говорящему)
- Унэ-м сыщыӏащ — Я был в том, известном, доме.

Морфологическая неопределённость выражается нулевым окончанием или отсутствием аффиксов. Имя существительное выступает в виде чистой основы: Мыщэм дыгъужьыр фӏэбэлацэщ. (поговорка) — Медведю волк кажется слишком лохматым.
Неопределённые имена существительные не имеют форм именительного и эргативного падежей, так как показатели этих падежей выполняют и функцию определительных аффиксов.

#### Местоимения
Личные местоимения представлены только формами 1-го и 2-го лица ед. и мн. ч.:
|          | Ед.ч.  | Мн.ч.  |
| -------- | ------ | ------ |
| 1-е лицо | sa(сэ) | da(дэ) |
| 2-е лицо | wa(уэ) | fa(фэ) |

Для выражения 3-го лица употребляются указательные местоимения: а /a/, мо/ maw/ , мы /mə /
Основной морфологической особенностью личных местоимений является отсутствие форм именительного и эргативного падежей. Формы послеложного и обстоятельственного падежей личных местоимений, как и формы указательных местоимений, образуются с помощью тех же окончаний, что и формы существительных.
Притяжательные местоимения подразделяются на зависимые и независимые. Независимые выступают в предложении в качестве существительного или предикативного прилагательного. Зависимые притяжательные местоимения никогда не склоняются, всегда занимают препозицию, во всех случаях выступают только в роли определения.

Притяжательные местоимения выражают множественность посессора, а не множественность обладаемых объектов.

#### Прилагательные
В кабардино-черкесском языке выделяют качественные (/pagʷə/пагэ — гордый) и относительные (/nobərey/нобэрей — сегодняшний, / yɪk'ə/ик1э -последний) прилагательные. Качественные прилагательные выражают признак предмета, который может проявляться в большей или меньшей степени.
В кабардино-черкесском языке выделяют три степени сравнения качественных прилагательных: положительная, сравнительная и превосходная (суперлатив).
Сравнительная степень образуется от качественных прилагательных путём прибавления частицы /nax̌/нэхъ.
Превосходная степень прилагательных может образовываться двумя способами:
1. при помощи суффиксов /ša/, /ʔʷa/, /bza/, /ps/, / k'ʲey/;
2. при помощи сочетания частиц /nax̌/нэхъ и /dəda/дыдэ.

#### Глагол
Морфология кабардино-черкесского языка характеризуется сложной системой глагола в отличие от более простой системы имени.
Глаголы в кабардино-черкесском языке имеют следующие категории: переходности и непереходности, статичности и динамичности, лица, числа, времени, наклонения (модальность), каузатива, версии, возвратности, потенциалиса, взаимности (реципрок) и проч.
У кабардино-черкесского глагола очень сложное словообразование, которое происходит посредством различных аффиксов.

## Язык в СМИ и интернете
На кабардино-черкесском языке выходят еженедельные газеты («Адыгэ псалъэ», «Черкес хэку» и др.)

## Кабардино-черкесская Википедия
Существует раздел Википедии на кабардино-черкесском языке («Кабардино-черкесская Википедия»), первая правка в нём была сделана в 2011 году. По состоянию на 12:46 (UTC) 6 июля 2025 года раздел содержит 1647 статей (общее число страниц — 7108); в нём зарегистрировано 10 963 участника, двое из них имеют статус администратора; 20 участников совершили какие-либо действия за последние 30 дней; общее число правок за время существования раздела составляет 48 223.